# Berga minnespark

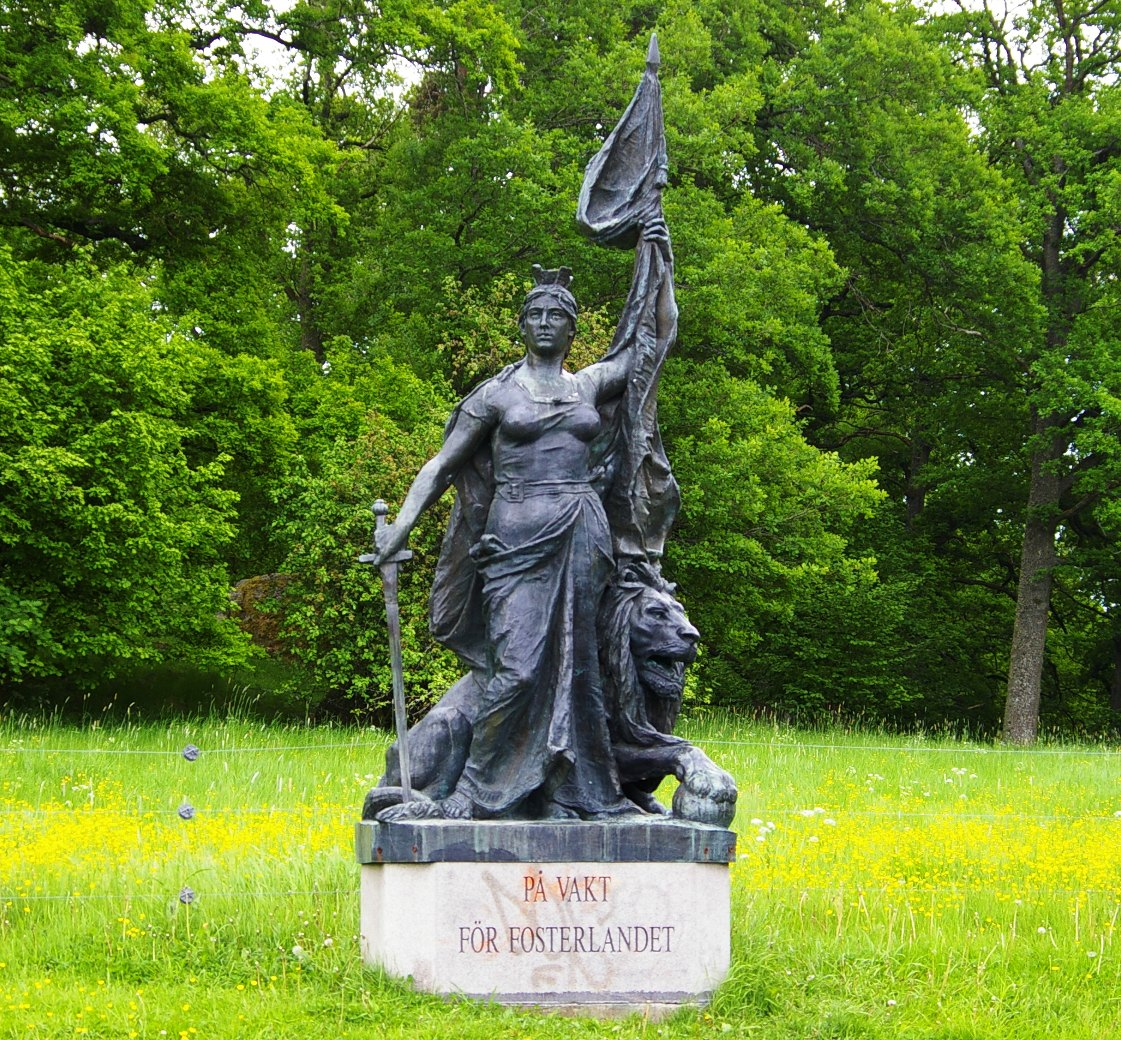
Moder Svea av Alfred Nyström.

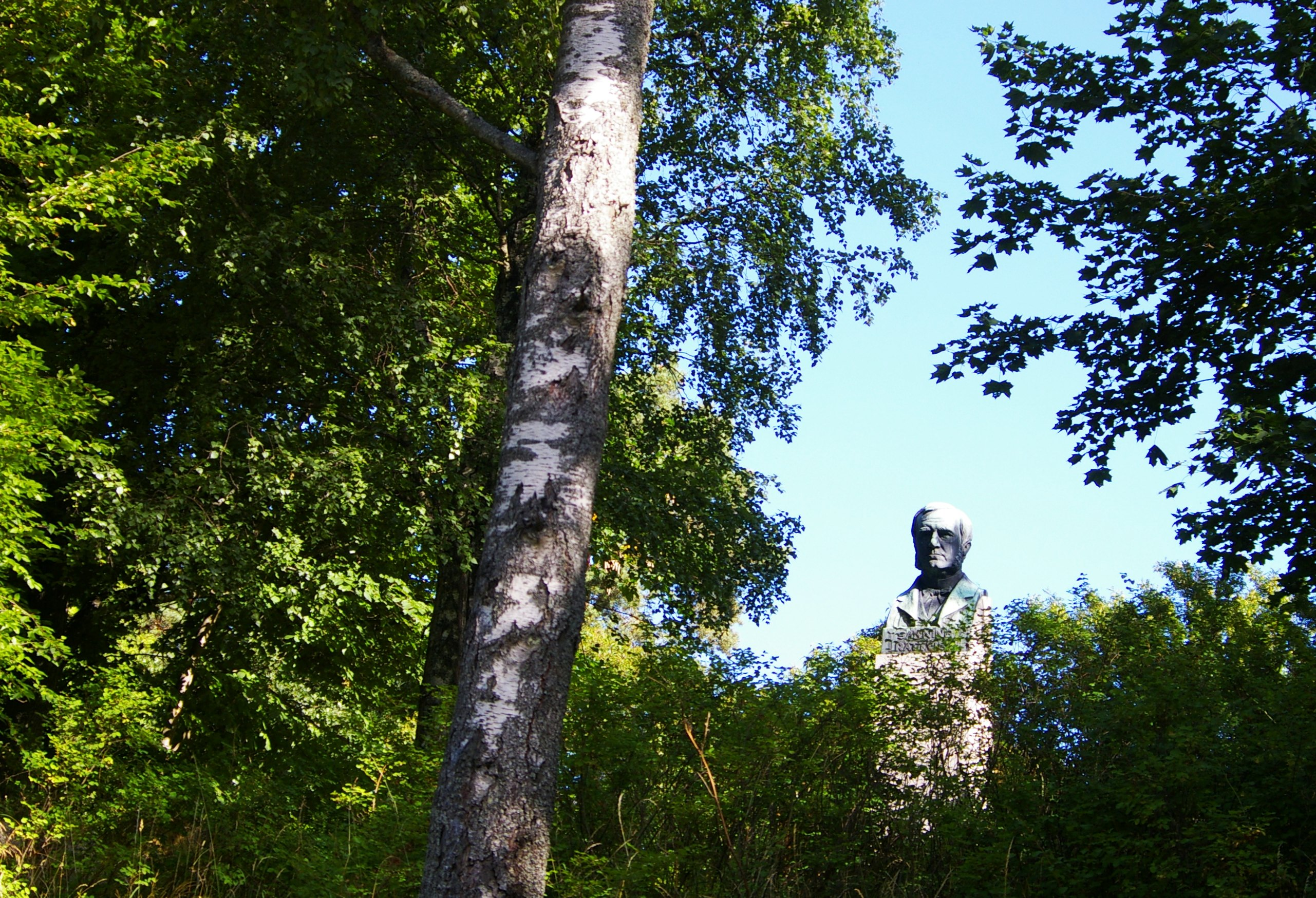
Byst över Louis De Geer.

Berga minnespark, eller Berga skulpturpark, är en skulpturpark i Linköping.
Berga minnespark ligger på ett 4,5 hektar stort område på tidigare Berga gårds marker i Berga i Linköping. Den skapades av i början av 1900-talet av Anton Ridderstad, som var innehavare av Berga gård och grundare av Östergötlands museiförening 1884. Han såg framför sig ett östgötskt Skansen, där minnesparken skulle vara ett inslag.
Parken innehåller fjorton skulpturer.

## Skulpturer
- Elof av Bjerga (död efter 1305)
- Birger jarl
- Alfred Nyström
- Emelie Amalia Ridderstad
- Charlotta Berger
- Johan August Malmström
- Publicistmötet 1876
- Louis De Geer
- Östergötlands läns hushållningssällskap
- Carl Fredrik Ridderstad
- Nils Andersson
- Sophia Isberg
- Adolf Fredrik Lindblad
- Moder Svea av Alfred Nyström, brons, 1928, med inskriptionen "På vakt för fosterlandet"

## Fotogalleri

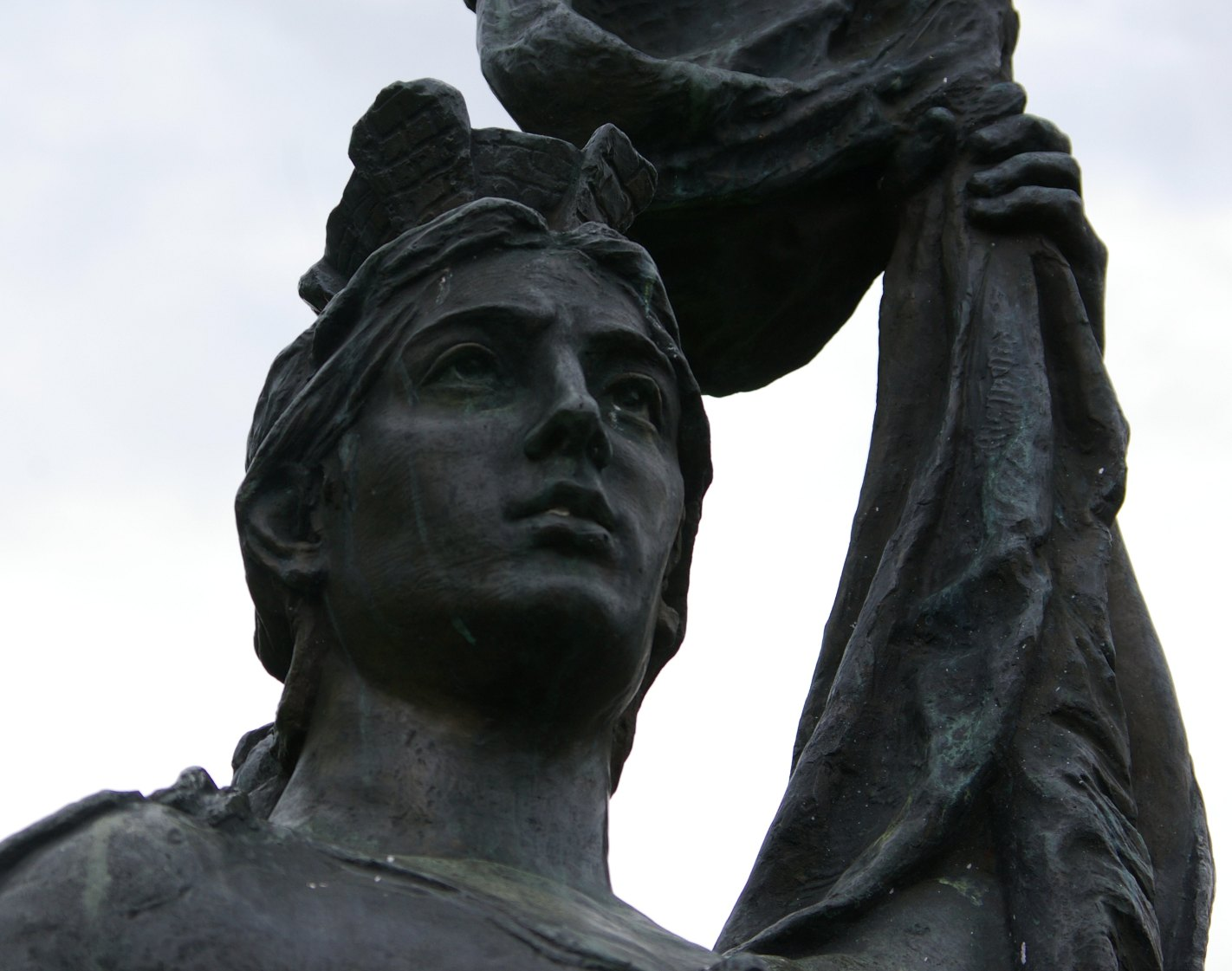
Detalj av Moder Svea.
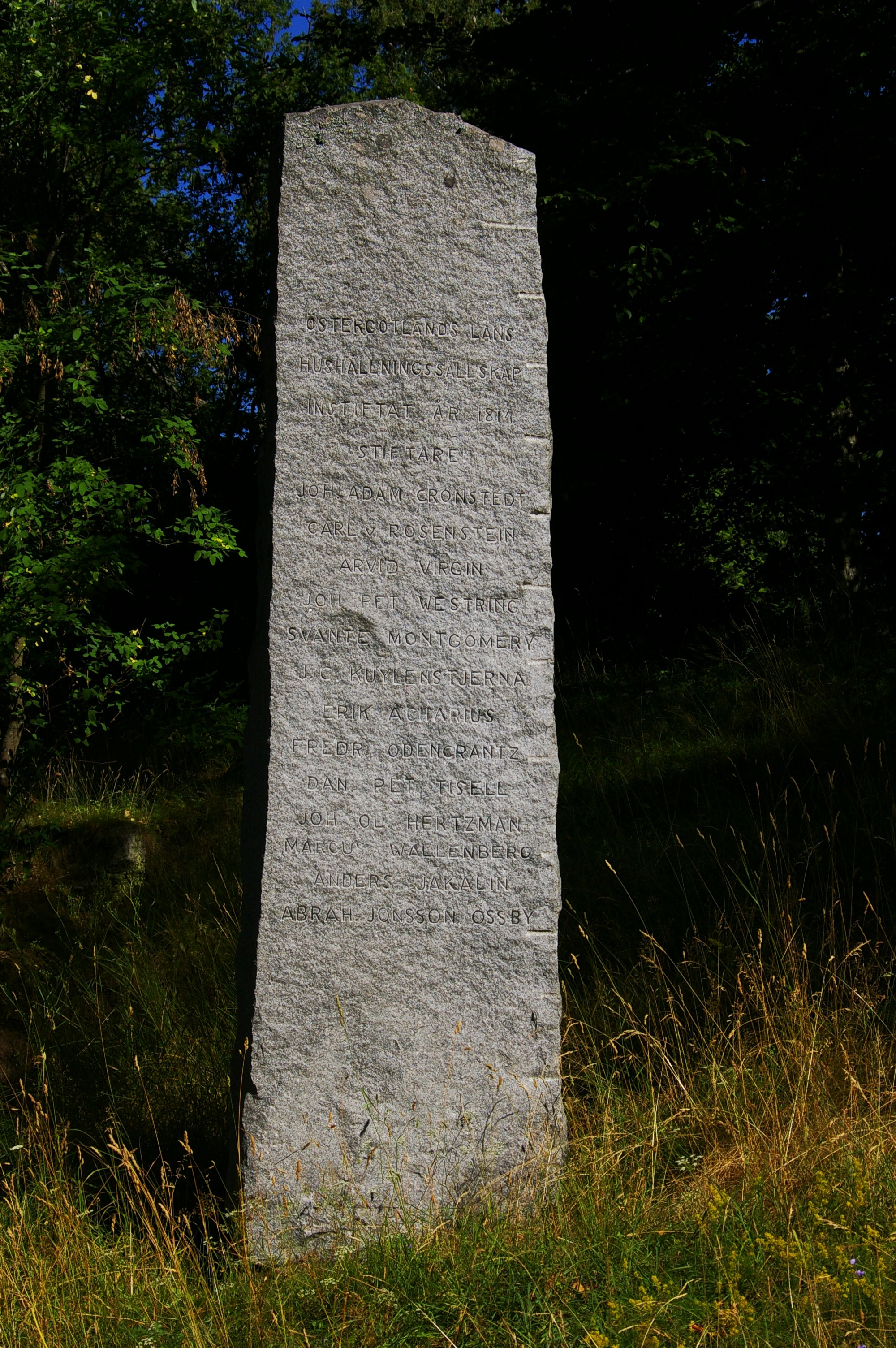
Minnessten för Östergötlands läns hushållningssällskap.
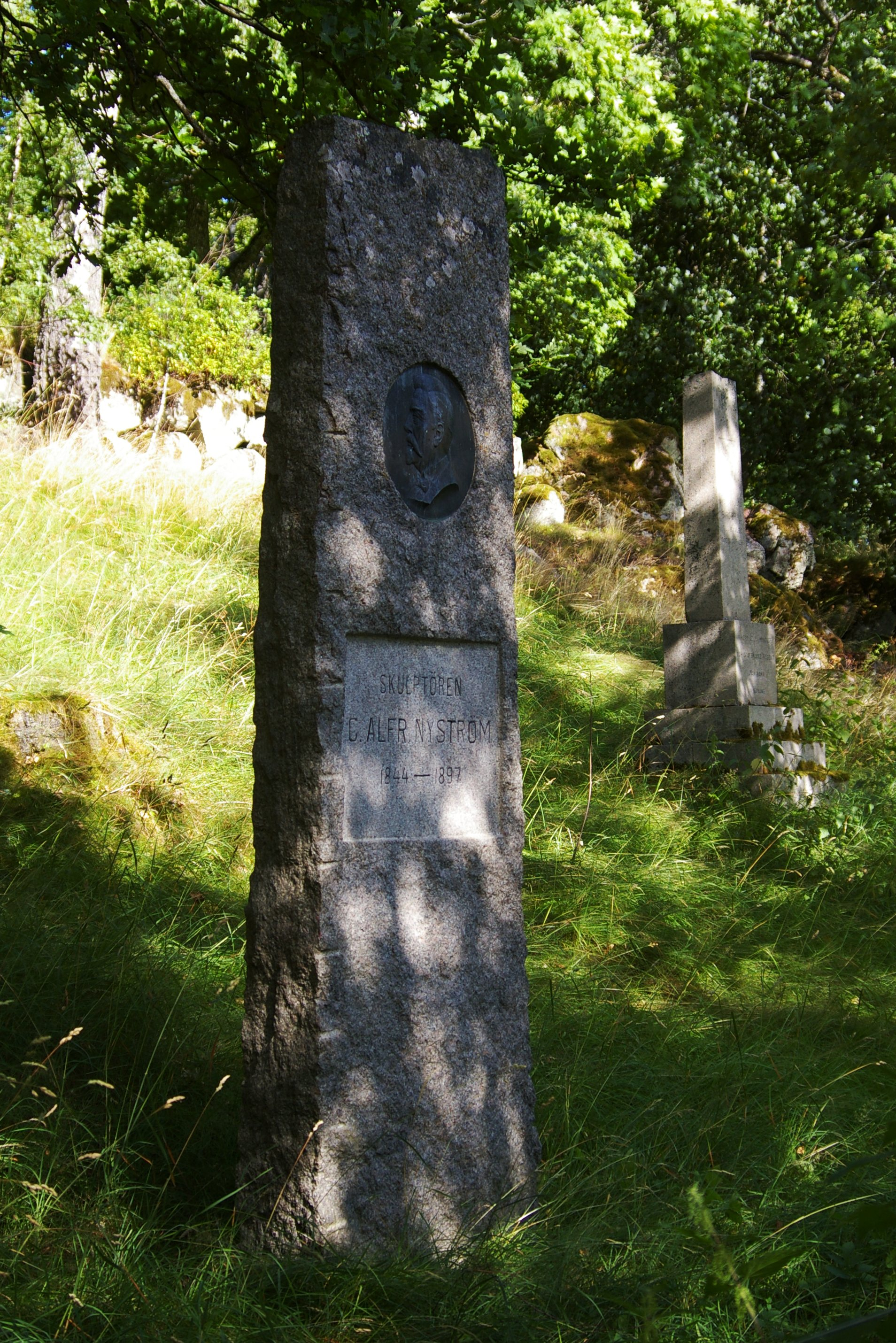
Alfred Nyström.
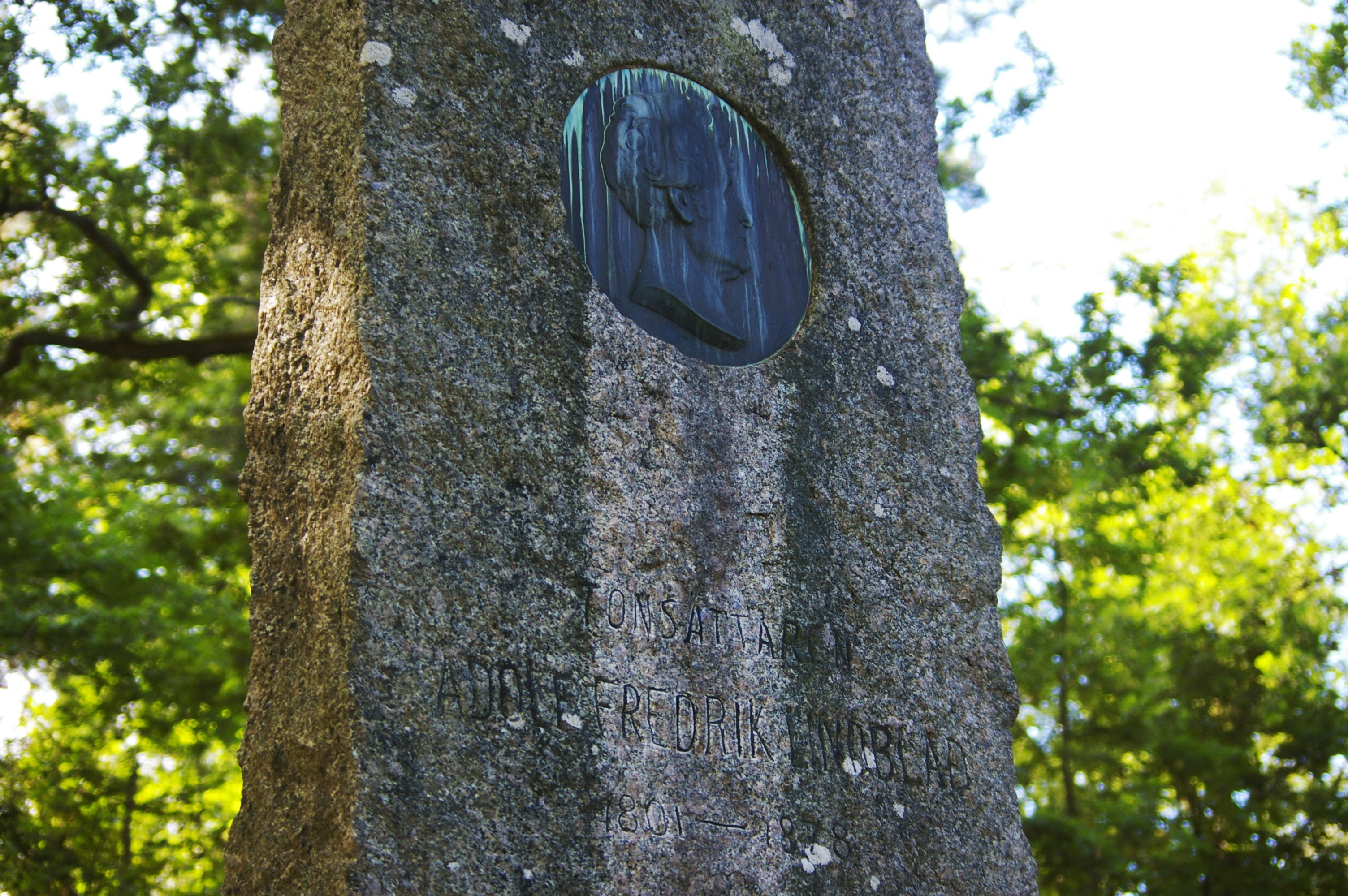
Minnessten över Adolf Fredrik Lindblad.